# Henk Gielink
Hendrik Marinus (Henk) Gielink (Medemblik, 9 juli 1929 – 20 juli 2014) was een Nederlands politicus van de ARP en later het CDA.
Hij begon zijn ambtelijke loopbaan bij de gemeentesecretarie van Medemblik, maakte later de overstap naar de gemeente Dantumadeel om daarna rond 1956 als adjunct-commies bij de gemeente Workum in dienst te treden. In 1964 volgde hij daar D. van der Goot op als gemeentesecretaris. In augustus 1979 werd Gielink benoemd tot de burgemeester van Nijeveen en in 1986 volgde zijn benoeming tot burgemeester van Oosterhesselen wat hij tot zijn pensionering in 1992 zou blijven. Midden 2014 overleed Gielink op 85-jarige leeftijd.